# Estados Unidos en los Juegos Olímpicos de Pyeongchang 2018
Estados Unidos estuvo representado en los Juegos Olímpicos de Pyeongchang 2018 por un total de 241 deportistas, 134 hombres y 107 mujeres, que compitieron en 15 deportes.
La portadora de la bandera en la ceremonia de apertura fue la piloto de luge Erin Hamlin.

## Medallistas
El equipo olímpico estadounidense obtuvo las siguientes medallas:
| Nombre | Deporte                              | Competición               |
| --- | ------------------------------------ | ------------------------- |
| Oro |                                      |                           |
| Tyler George Matt Hamilton John Landsteiner Joe Polo John Shuster                                                     | Curling                              | Equipo M                  |
| David Wise | Esquí acrobático                     | Halfpipe M                |
| Mikaela Shiffrin | Esquí alpino                         | Eslalon gigante F         |
| Jessica Diggins Kikkan Randall                                                                                        | Esquí de fondo                       | Velocidad por equipos F   |
| Equipo | Hockey sobre hielo                   | Torneo F                  |
| Chloe Kim | Snowboard                            | Halfpipe F                |
| Jamie Anderson | Snowboard                            | Slopestyle F              |
| Shaun White | Snowboard                            | Halfpipe M                |
| Redmond Gerard | Snowboard                            | Slopestyle M              |
| Plata |                                      |                           |
| Lauren Gibbs Elana Meyers Taylor                                                                                      | Bobsleigh                            | Doble F                   |
| Alex Ferreira | Esquí acrobático                     | Halfpipe M                |
| Nick Goepper | Esquí acrobático                     | Slopestyle M              |
| Mikaela Shiffrin | Esquí alpino                         | Combinada F               |
| Chris Mazdzer | Luge                                 | Individual M              |
| John-Henry Krueger | Patinaje de velocidad en pista corta | 1000 m M                  |
| Jamie Anderson | Snowboard                            | Big air F                 |
| Kyle Mack | Snowboard                            | Big air M                 |
| Bronce |                                      |                           |
| Brita Sigourney | Esquí acrobático                     | Halfpipe F                |
| Lindsey Vonn | Esquí alpino                         | Descenso F                |
| Alex Shibutani Maia Shibutani                                                                                         | Patinaje artístico                   | Danza sobre hielo         |
| Nathan Chen Alexa Scimeca Knierim Chris Knierim Mirai Nagasu Adam Rippon Alex Shibutani Maia Shibutani Bradie Tennell | Patinaje artístico                   | Equipo                    |
| Heather Bergsma Brittany Bowe Mia Manganello Carlijn Schoutens                                                        | Patinaje de velocidad                | Persecución por equipos F |
| Arielle Gold | Snowboard                            | Halfpipe F                |